# Grigny (Essonne)
Grigny – miejscowość i gmina we Francji, w regionie Île-de-France, w departamencie Essonne. Przez miejscowość przepływa Sekwana.
Według danych na rok 1990 gminę zamieszkiwało 24 920 osób, a gęstość zaludnienia wynosiła 5117 osób/km² (wśród 1287 gmin regionu Île-de-France Grigny plasuje się na 109. miejscu pod względem liczby ludności, natomiast pod względem powierzchni na miejscu 686.).